# Aranobroter grioti
Aranobroter grioti är en stekelart som först beskrevs av Blanchard 1950.  Aranobroter grioti ingår i släktet Aranobroter och familjen finglanssteklar. Inga underarter finns listade.